# 1556

## Събития
- 23 януари Шънсийското земетресение – най-смъртоносното в писаната история с епицентър Провинция Шънси Китай, 830 000 предпологаеми жертви.